# Friedrich Frey-Herosé
Friedrich Frey-Herosé (ur. 12 października 1801, zm. 22 września 1873 w Bernie) – szwajcarski polityk, członek Rady Związkowej od 16 listopada 1848 do 31 grudnia 1866. Kierował następującymi departamentami: 
- Departament Handlu i Ceł (1848–1853, 1861–1866)
- Departament Polityczny (1854, 1860)
- Departament Obrony (1855–1859)[1]

Był członkiem Radykalno-Demokratycznej Partii Szwajcarii.
Pełnił funkcje wiceprezydenta (1853, 1859) i prezydenta (1854, 1860) Konfederacji.